# 漢普登橋
漢普登橋（英語：Hampden Bridge），1898年建成，是一條橫跨袋鼠河的懸索橋，位於澳大利亞新南威爾斯州袋鼠谷。大橋以時任新南威爾斯總督的亨利·布蘭德，第二代漢普登子爵命名。

## 歷史
漢普登橋由愛爾蘭裔澳洲籍土木工程師歐內斯特·德巴勒設計，以取代原有的木橋。工程於1895年展開，至1898年5月19日正式通車，開通6日後舊橋被洪水沖毀。